# 第40回アカデミー賞
第40回アカデミー賞（だい40かいアカデミーしょう）は1968年4月10日に発表・授賞式が行われた。司会はボブ・ホープ。

## 式典
第40回目のアカデミー賞授賞式は、サンタモニカ・シヴィル・オーディトリアムで行われた。本来は4月8日に行われる予定であったが、マーティン・ルーサー・キング氏暗殺事件のため、10日に延期されて開催された。
また、これまで撮影賞と美術賞はカラー映画とモノクロ映画に分けられていたが、モノクロ映画の減少により、この回からは統一された。

## 候補と受賞の一覧
太字は受賞である。また、以下での人名表記は
1. 作品の日本語公式情報およびAMPAS公式サイトの日本版とWOWOWによる授賞式放送での表記に準ずる。
2. 見当たらない場合はデータベースサイトなどを参考。
3. それでもない場合は英語表記のままとする。

| 作品賞 | 監督賞 |
| --- | --- |
| - 『夜の大捜査線』 - 『俺たちに明日はない』 - 『ドリトル先生不思議な旅』 - 『卒業』 - 『招かれざる客』 | - マイク・ニコルズ – 『卒業』 - リチャード・ブルックス – 『冷血』 - ノーマン・ジュイソン – 『夜の大捜査線』 - スタンリー・クレイマー – 『招かれざる客』 - アーサー・ペン – 『俺たちに明日はない』 |
| 主演男優賞 | 主演女優賞 |
| - ロッド・スタイガー – 『夜の大捜査線』 - ウォーレン・ベイティ – 『俺たちに明日はない』 - ダスティン・ホフマン – 『卒業』 - ポール・ニューマン – 『暴力脱獄』 - スペンサー・トレイシー – 『招かれざる客』 | - キャサリン・ヘプバーン – 『招かれざる客』 - アン・バンクロフト – 『卒業』 - フェイ・ダナウェイ – 『俺たちに明日はない』 - イーディス・エヴァンス – 『哀愁の旅路』 - オードリー・ヘプバーン – 『暗くなるまで待って』                                                                                       |
| 助演男優賞 | 助演女優賞 |
| - ジョージ・ケネディ – 『暴力脱獄』 - ジョン・カサヴェテス – 『特攻大作戦』 - ジーン・ハックマン – 『俺たちに明日はない』 - セシル・ケラウェイ – 『招かれざる客』 - マイケル・J・ポラード – 『俺たちに明日はない』 | - エステル・パーソンズ –『俺たちに明日はない』 - キャロル・チャニング – 『モダン・ミリー』 - ミルドレッド・ナトウィック – 『裸足で散歩』 - ビア・リチャーズ – 『招かれざる客』 - キャサリン・ロス – 『卒業』                                                                                                |
| 脚本賞 | 脚色賞 |
| - 『招かれざる客』 – ウィリアム・ローズ - 『俺たちに明日はない』 – デイヴィッド・ニューマン、ロバート・ベントン - Divorce American Style – ロバート・カウフマン、ノーマン・リア - 『戦争は終わった』 – ホルヘ・センプラン - 『いつも2人で』 – フレデリック・ラファエル | - 『夜の大捜査線』 – スターリング・シリファント - 『暴力脱獄』 – ドン・ピアース、フランク・ピアソン - 『卒業』 – バック・ヘンリー、カルダー・ウィリンガム - 『冷血』 – リチャード・ブルックス - 『ユリシーズ』 – ジョセフ・ストリック、フレッド・ヘインズ                                                   |
| 外国語映画賞 | |
| - 『厳重に監視された列車』 (チェコスロヴァキア) - 『恋は魔術師』 (スペイン) - 『ジプシーの唄をきいた』 (ユーゴスラヴィア) - 『パリのめぐり逢い』 (フランス) - 『智恵子抄』 (日本) | |
| 長編ドキュメンタリー映画賞 | 短編ドキュメンタリー映画賞 |
| - 『アンダーソン・プラトーン』 - The Festival - Harvest - A King's Story - A Time for Burning | - The Redwoods - Monument to the Dream - A Place to Stand - See You at the Pillar - While I Run This Race |
| 短編実写映画賞 | 短編アニメ映画賞 |
| - A Place to Stand – クリストファー・チャップマン - Paddle to the Sea – カナダ国立映画制作庁 – ジュリアン・ビッグス - Sky Over Holland – ジョン・フェルンハウト - Stop, Look and Listen – MGM – レン・ヤンセン、チャック・メンヴィル | - The Box - Hypothese Beta - What on Earth! |
| 作曲賞 | 編曲賞 |
| - 『モダン・ミリー』 – エルマー・バーンスタイン - 『暴力脱獄』 – ラロ・シフリン - 『ドリトル先生不思議な旅』 – レスリー・ブリッカス - 『遥か群衆を離れて』 – リチャード・ロドニー・ベネット - 『冷血』 – クインシー・ジョーンズ | - 『キャメロット』 – アルフレッド・ニューマン、ケン・ダービー - 『ドリトル先生不思議な旅』 – ライオネル・ニューマン、アレクサンダー・コウレッジ - 『招かれざる客』 – フランク・デ・ヴォール - 『モダン・ミリー』 – アンドレ・プレヴィン、ジョセフ・ガーシェンソン - 『哀愁の花びら』 – ジョン・ウィリアムズ |
| 歌曲賞 | 衣裳デザイン賞 |
| - 「動物とおしゃべり」（『ドリトル先生不思議な旅』） – レスリー・ブリッカス（作詞・作曲） - "The Bare Necessities"（『ジャングル・ブック』） – テリー・ギルギソン（作詞・作曲） - "The Eyes of Love"（『夜の誘惑』） – クインシー・ジョーンズ（作曲）、 ボブ・ラッセル (作詞) - "The Look of Love"（『007 カジノロワイヤル』） – バート・バカラック（作曲）、 ハル・デヴィッド (作詞) - "Thoroughly Modern Millie"（『モダン・ミリー』） – ジミー・ヴァン・ヒューゼン（作曲）、 サミー・カーン（作詞）                                                          | - 『キャメロット』 – ジョン・トラスコット - 『俺たちに明日はない』 – シアドーラ・バン ランクル - 『最高にしあわせ』 – ビル・トーマス - 『じゃじゃ馬ならし』 – ダニロ・ドナティ、アイリーン・シャラフ - 『モダン・ミリー』 – ジェーン・ルイス                                                                |
| 美術賞 | 撮影賞 |
| - 『キャメロット』 – ジョン・トラスコット、エドワード・キャレア、ジョン・W・ブラウン - 『ドリトル先生不思議な旅』 – マリオ・チアリ、ジャック・マーティン・スミス、 エド・グラヴェス、ウォルター・M・スコット、スチュアート・A・レイス - 『招かれざる客』 – ロバート・クラットワージー、フランク・タトル - 『じゃじゃ馬ならし』 – レンゾ・モンジャルディーノ、ジョン・デ・キュア、 エルヴェン・ウェブ、ジュゼッペ・マリアーニ、ダリオ・シモーニ、ルイージ・ガヴァシ - 『モダン・ミリー』 – アレクサンダー・ゴリツィン、ジョージ・C・ウェブ、ハワード・ブリストル | - 『俺たちに明日はない』 – バーネット・ガフィ - 『キャメロット』 – リチャード・H・クライン - 『ドリトル先生不思議な旅』 – ロバート・サーティース - 『卒業』 – ロバート・サーティース - 『冷血』 – コンラッド・L・ホール                                                                                     |
| 録音賞 | 音響編集賞 |
| - 『夜の大捜査線』 – サミュエル・ゴールドウィン・スタジオ・サウンド部 - 『キャメロット』 – ワーナー・ブラザース＝セヴン・アーツ・スタジオ・サウンド部 - 『特攻大作戦』 – メトロ・ゴールドウィン・メイヤー・スタジオ・サウンド部 - 『ドリトル先生不思議な旅』 – 20世紀フォックス・スタジオ・サウンド部 - 『モダン・ミリー』 – ユニバーサル・シティ・スタジオ・サウンド部 | - 『特攻大作戦』 – ジョン・ポイナー - 『夜の大捜査線』 – ジェームズ・A・リチャード |
| 編集賞 | 特殊効果賞 |
| - 『夜の大捜査線』 – ハル・アシュビー - 『ビーチレッド戦記』 – フランク・P・ケラー - 『特攻大作戦』 – マイケル・ルチアーノ - 『ドリトル先生不思議な旅』 – サミュエル・E・ビートリー、マージョリー・フラウワー - 『招かれざる客』 – ロバート・C・ジョーンズ | - 『ドリトル先生不思議な旅』 – L・B・アボット - 『トブルク戦線』 – ハワード・A・アンダーソン・Jr、アルバート・ウィットロック |

### ジーン・ハーショルト友愛賞
- グレゴリー・ペック

### アービング・G・タルバーグ賞
- アルフレッド・ヒッチコック

### アカデミー名誉賞
- アーサー・フリード

### 統計
| 複数候補: - 10 候補: 『俺たちに明日はない』、『招かれざる客』 - 9 候補: 『ドリトル先生不思議な旅』 - 7 候補: 『卒業』『夜の大捜査線』『モダン・ミリー』 - 5 候補: 『キャメロット』 - 4 候補: 『暴力脱獄』、『特攻大作戦』、『冷血』 - 2 候補: A Place to Stand、『じゃじゃ馬ならし』 | 複数受賞. - 5 受賞: 『夜の大捜査線』 - 3 受賞: 『キャメロット』 - 2 受賞: 『俺たちに明日はない』、『ドリトル先生不思議な旅』、『招かれざる客』 |

### プレゼンター
| プレゼンター             | 賞                              |
| ------------------------ | ------------------------------- |
| ジュリー・アンドリュース | 作品賞                          |
| クレア・ブルーム         | 脚本賞 脚色賞                   |
| ロッド・スタイガー       | 脚本賞 脚色賞                   |
| ダイアン・キャロル       | 短編実写映画賞 短編アニメ映画賞 |
| マクドナルド・キャリー   | 短編実写映画賞 短編アニメ映画賞 |
| レスリー・キャロン       | 監督賞                          |
| キャロル・チャニング     | 録音賞                          |
| アンジー・ディキンソン   | 作曲賞 編曲賞                   |
| ジーン・ケリー           | 作曲賞 編曲賞                   |
| イーディス・エヴァンス   | 編集賞                          |
| オードリー・ヘプバーン   | 主演男優賞                      |
| ダスティン・ホフマン     | 撮影賞                          |
| キャサリン・ロス         | 撮影賞                          |
| ロック・ハドソン         | 美術賞                          |
| シャーリー・ジョーンズ   | 美術賞                          |
| ダニー・ケイ             | 外国語映画賞                    |
| ウォルター・マッソー     | 助演女優賞                      |
| ロバート・モース         | ドキュメンタリー映画賞          |
| バーバラ・ラッシュ       | ドキュメンタリー映画賞          |
| シドニー・ポワチエ       | 主演女優賞                      |
| ロザリンド・ラッセル     | ジーン・ハーショルト友愛賞      |
| エヴァ・マリー・セイント | 衣裳デザイン賞                  |
| バーブラ・ストライサンド | 歌曲賞                          |
| ロバート・ワイズ         | アービング・G・タルバーグ賞     |
| ナタリー・ウッド         | 視覚効果賞                      |
| リチャード・クレンナ     | 音響編集賞                      |
| エルケ・ソマー           | 音響編集賞                      |
| パティ・デューク         | 助演男優賞                      |

### パフォーマー
- ルイ・アームストロング "The Bare Necessities"（『ジャングル・ブック』）
- サミー・デイヴィスJr. "Talk to the Animals"（『ドリトル先生不思議な旅』）
- レイニー・カザン "The Eyes of Love"（『夜の誘惑』）
- アンジェラ・ランズベリー "Thoroughly Modern Millie"（『モダン・ミリー』）[2]
- セルジオメンデスとブラジル'66 "The Look of Love (1967 song)"（『007 カジノロワイヤル』）